# ريك فرازير
ريك فرازير هو سياسي كندي، ولد في 13 فبراير 1972 في كالغاري في كندا. حزبياً، نشط في الرابطة التقدمية المحافظة في ألبرتا ‏. وقد انتخب عضو الجمعية التشريعية ألبرتا عن دائرة Calgary-South East ‏ خلال فترته النيابية ‏.